# Talen Horton-Tucker
Talen Horton-Tucker (ur. 25 listopada 2000 w Chicago) – amerykański koszykarz, występujący na pozycji rzucającego obrońcy, obecnie zawodnik Utah Jazz.
W 2018 został zaliczony do I składu All-USA Illinois Boys Basketball oraz III składu USA TODAY's All-USA. Został też wybrany najlepszym zawodnikiem szkół średniech stanu Illinois (USA Today Illinois Player of the Year, Chicago Sun-Times Player of the Year).
25 sierpnia 2023 został wytransferowany do Utah Jazz.

## Osiągnięcia
Stan na 11 lutego 2023, na podstawie, o ile nie zaznaczono inaczej.
NCAA
- Uczestnik turnieju NCAA (2019)
- Mistrz turnieju konferencji Big 12 (2019)
- Zaliczony do:
  - I składu najlepszych pierwszorocznych zawodników Big 12 (2019)
  - składu All-Big 12 Honorable Mention (2019)
- Najlepszy nowo przybyły zawodnik tygodnia Big 12 (19.11.2018, 18.02.2019)

NBA
- Mistrz NBA (2020)